# Albarca (España)

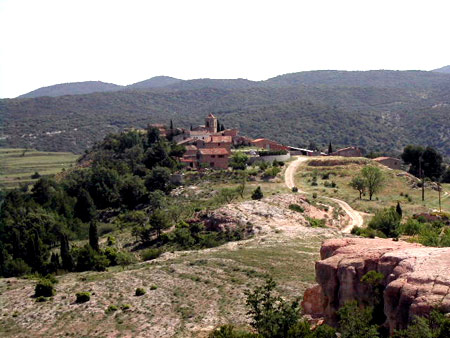
Albarca.

Albarca es una localidad situada a 815 metros de altura enclavada en el parque natural de la Sierra de Montsant, pertenece al municipio de Cornudella de Montsant, comarca de El Priorato, en la provincia de Tarragona, Cataluña (España).

## Historia
Formó parte del Condado de Prades.
En 1846 pasó a agregarse al municipio de Cornudella de Montsant.
En la Albarca debido a la Guerra Civil comenzó el éxodo de su población, quedando reducida desde entonces a lugar de veraneo y centro de acogida de excursionistas. 
Albarca significa en árabe montaña bendita.

## Fiestas
La fiesta mayor tiene lugar el día 15 de agosto que acoge también la Subida a la montaña del Montsant, el día 17, donde se oficia una misa y una comida en el pla de la Mare de Déu.

## Lugares de interés
- Iglesia Románica de San Vicente del siglo XIII
- Ermita de la Madre de Dios de Montsant del siglo XII (el edificio actual es del siglo XV)
- Ruinas de Los Hostalets (Antigua herrería-hostal)
- Tumbas medievales antropomorfas datadas entre el siglo IX y el XI

## Actividades
Es una zona donde se practican actividades relacionadas con la naturaleza como senderismo, piragüismo, escalada, parapente etc. y eso atrae a visitantes de todos los rincones de Cataluña.[cita requerida]